# Artem Fedecki
Artem Andrijowycz Fedecki, ukr. Артем Андрійович Федецький (ur. 26 kwietnia 1985 w Nowowołyńsku) – ukraiński piłkarz występujący na pozycji pomocnika w niemieckim klubie Darmstadt 98 oraz w reprezentacji Ukrainy.

## Kariera piłkarska

### Kariera klubowa
Syn znanego piłkarza Andrija Fedeckiego. Już jako junior występował w amatorskiej drużynie Enko Łuck, skąd w wieku piętnastu lat trafił do Szkoły Piłkarskiej Szachtara Donieck. Występował w trzeciej i drugiej drużynie Szachtara. W sezonie 2006/07 został wypożyczony do klubu Arsenał Kijów, a w następnym sezonie do FK Charków. Latem 2008 powrócił do Doniecka, gdzie zagrał 5 meczów w podstawowej jedenastce Szachtara. Latem 2009 został wypożyczony do Karpat Lwów, kiedy to do Szachtar Donieck odszedł Wasyl Kobin. Według kontraktu Szachtar otrzymał 50% praw ekonomicznych i 100% praw transferowych na Wasyla Kobina, a do Karpat został wypożyczony na 2 lata Artem Fedecki, na którego mają 100% praw ekonomicznych. Po wygaśnięciu wypożyczenia Karpaty chciało wykupić transfer piłkarza jednak Szachtar Donieck nie chciał sprzedać go. Dopiero 20 lipca 2011 kluby dogadały się o kolejne roczne wypożyczenie. 31 sierpnia 2012 podpisał 4-letni kontrakt z Dniprem. 27 lipca 2016 przeszedł do Darmstadt 98. 1 sierpnia 2017 wrócił do Karpat Lwów. 3 lipca 2019 opuścił lwowski klub.

### Kariera reprezentacyjna
25 maja 2010 debiutował w reprezentacji Ukrainy w wygranym 4:0 meczu towarzyskim z Litwą.

## Sukcesy
Szachtar Donieck
- Puchar UEFA: 2008/09

### Odznaczenia
- Medal "Za pracę i zwycięstwo": 2009[8].